# فاروق القاسم
فاروق القاسم هو عراقي نرويجي عالم في جيولوجيا النفط، ولد عام 1934 في البصرة جنوب العراق، اشتهر في دوره في استكشاف النفط في النرويج.
درس فاروق القاسم جيولوجيا النفط في الكلية الإمبراطورية في جامعة لندن في المملكة المتحدة بعد حصوله على منحة من شركة نفط العراق. وهناك التقى زوجته، وعاد إلى العراق في عام 1957. وعمل في شركة نفط العراق.
في عام 1968، قرر فاروق السفر إلى أوروبا مع أسرتهِ بسبب ابنه الذي كان يعاني من العوق لغرض علاجه. ثم انضم إلى عائلة زوجته في أوسلو عاصمة النرويج.
بعد وصوله إلى أوسلو، ذهب إلى وزارة الشؤون الاجتماعية (وزارة العمل حاليا) للاستفسار عن فرص العمل في الشركات النفطية النرويجية، فحصل على وظيفة مستشار في وزارة التجارة والصناعة النرويجية.
في ذلك الوقت، كانت صناعة النفط النرويجية في بداياتها لم تتطور بعد، والبلد يفتقر إلى الخبرة في هذا المجال، وما زالت الاستكشافات تجري في بحر الشمال، لكن أول اكتشاف كان في كانون الأول عام 1969، حيث اكتشف حقل إيكوفسك النفطي [الإنجليزية]، وهو أحد أهم حقول النفط في العالم.
وضع فاروق القاسم الخطة المستقبلية للنهوض صناعة النفط النرويجية. إذ إنه قدم مع زملائه مقترحات حول ملك الدولة للنفط. حصلت المقترحات على الموافقة ونفذت بواسطة بقانون أقر بالإجماع، فأنشئت مديرية النفط النرويجية وشركة ستات أويل الوطنية عام 1972. عمل فاروق القاسم في مديرية النفط النرويجية التي أنشئت حديثا، وشغل منصب مدير إدارة الموارد.
تمكن فاروق القاسم من تحقيق توازن في توزيع أرباح النفط، جذابة بما فيه الكفاية لشركات القطاع الخاص ويتيح للحكومة النرويجية الحصول على مبالغ كبيرة دون هذه الفوائد تؤثر على النظام الاقتصادي وسياسة البلاد كما هو الحال في العديد من البلدان الأخرى المنتجة للنفط.
كما ساهم من خلال عمله في مديرية النفط النرويجية في زيادة معدل الاستخراج إلى مستوى يصل إلى 45٪ بينما المتوسط العام للبلدان الأخرى هو 25٪.
كتب فاروق القاسم أول مسودة لقانون النفط الجديد في العراق بعد الغزو الأمريكي في عام 2003.
في عام 2006، حصل على جائزة جائزة ONS Ærespris [النرويجية] الفخرية بسبب جهوده ومساهمته في تطوير التكنولوجيا في النرويج.
رغم لعبه دورا مهما في صناعة النفط النرويجية، لكنه لم يكن معروفا خارج نطاق الصناعة النفطية حتى عام 2009 عندما كتبت عنه مجلة فاينانشال تايمز مقالة مطولة.
في عام 2012، أصبح فاروق القاسم فارسا من الدرجة الأولى وحاملا لوسام القديس أولاف.

## روابط خارجية
- فاروق القاسم على موقع IMDb (الإنجليزية)

## السيرة الذاتية
- فاروق القاسم: Hemmeligheten bak det norske oljeeventyret - نشر عام 2010 تحت رقم (ردمك 9788252933277) (باللغة النرويجية)